# Poison (Secret)
Poison è il terzo EP del gruppo musicale sudcoreano Secret, pubblicato nel 2012 dall'etichetta discografica TS Entertainment.

## Il disco
Ad agosto 2012, la TS Entertainment annunciò il ritorno delle Secret per settembre, dopo quasi un anno di assenza dalla scena musicale in Corea del Sud. Rivelò, inoltre, che la title track, scritta e prodotta da Kang Jiwon e Kim Kibum, avrebbe avuto un cambiamento nel concetto dal simpatico e cordiale al sexy e femminile. Tra il 2 e 5 settembre furono pubblicate delle foto dei membri, iniziando con Hyoseong il 2, Jieun il 3, Zinger il 4 e Sunhwa il 5. Sempre il 5 fu pubblicata anche una foto con tutti quattro i membri. Secondo la loro costumista, l'aspetto delle ragazze trae ispirazione dal look da signora e spionaggio degli anni 1940. Il 7 settembre fu diffuso il teaser del video musicale di "Poison": il tema del video musicale, ambientato negli anni quaranta, è influenzato dai film noir e ritrae i membri con un'immagine di femme fatale. L'EP e la title track furono pubblicati il 13 settembre 2012. Il brano "Poison" fu utilizzato come traccia promozionale nelle loro performance nei programmi M! Countdown, Music Bank, Show! Music Core e Inkigayo.

## Tracce
1. Telepathy – 3:43 (Kang Jiwon, Kim Kibum)
2. Poison – 3:25 (Kang Jiwon, Kim Kibum)
3. Falling in Love – 4:18 (testo: Park Soo Seok, Hana – musica: Park Soo Seok)
4. Calling U – 3:34 (testo: Jeon Da Woon, MARCO, Hana – musica: Jeon Da Woon, MARCO)
5. 1, 2, 3 – 3:02 (testo: Hana, 2Story (Brandon Fraley, Jamelle Fraley), Javier Solis – musica: 2Story (Brandon Fraley, Jamelle Fraley), Javier Solis)

## Formazione
- Hyoseong – voce
- Zinger – rapper, voce
- Jieun – voce
- Sunhwa – voce